# Скрученно удлинённый четырёхскатный бикупол
Скру́ченно удлинённый четырёхска́тный бику́пол — один из многогранников Джонсона (J45, по Залгаллеру — М5+А8+М5).
Составлен из 34 граней: 24 правильных треугольников и 10 квадратов. Среди квадратных граней 2 окружены четырьмя квадратными, остальные 8 — квадратной и тремя треугольными; среди треугольных граней 8 окружены двумя квадратными и треугольной, 8 — квадратной и двумя треугольными, 8 — тремя треугольными.
Имеет 56 рёбер одинаковой длины. 8 рёбер располагаются между двумя квадратными гранями, 24 — между квадратной и треугольной, остальные 24 — между двумя треугольными.
У скрученно удлинённого четырёхскатного бикупола 24 вершины. В 8 вершинах сходятся три квадратных и треугольная грани; в остальных 16 — квадратная и четыре треугольных.
Скрученно удлинённый четырёхскатный бикупол можно получить из двух четырёхскатных куполов (J4) и правильной восьмиугольной антипризмы, все рёбра у которой равны, — приложив восьмиугольные грани куполов к основаниям антипризмы.
Это один из пяти хиральных многогранников Джонсона (наряду с J44, J46, J47 и J48), существующих в двух разных зеркально-симметричных (энантиоморфных) вариантах — «правом» и «левом».

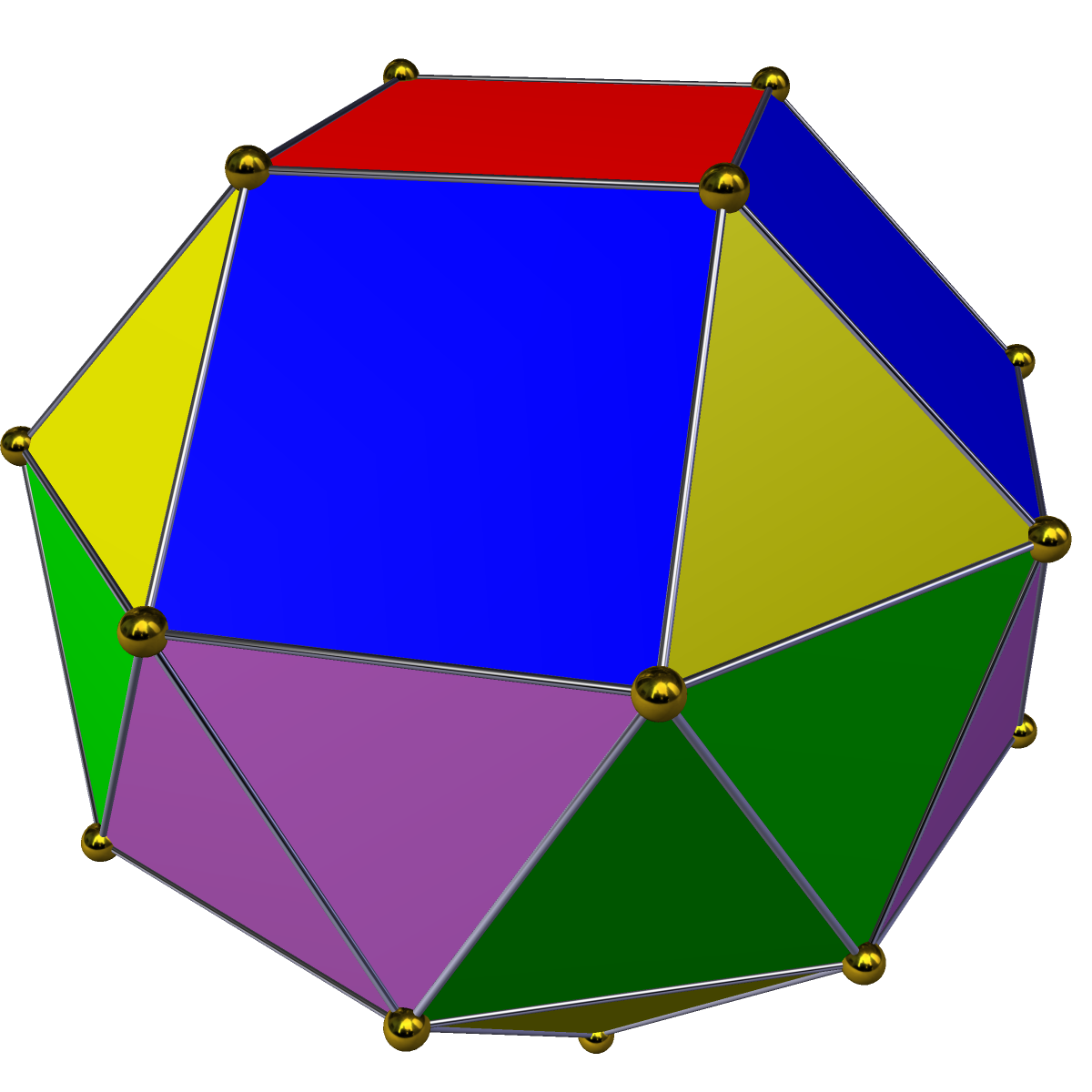
«Правый» вариант
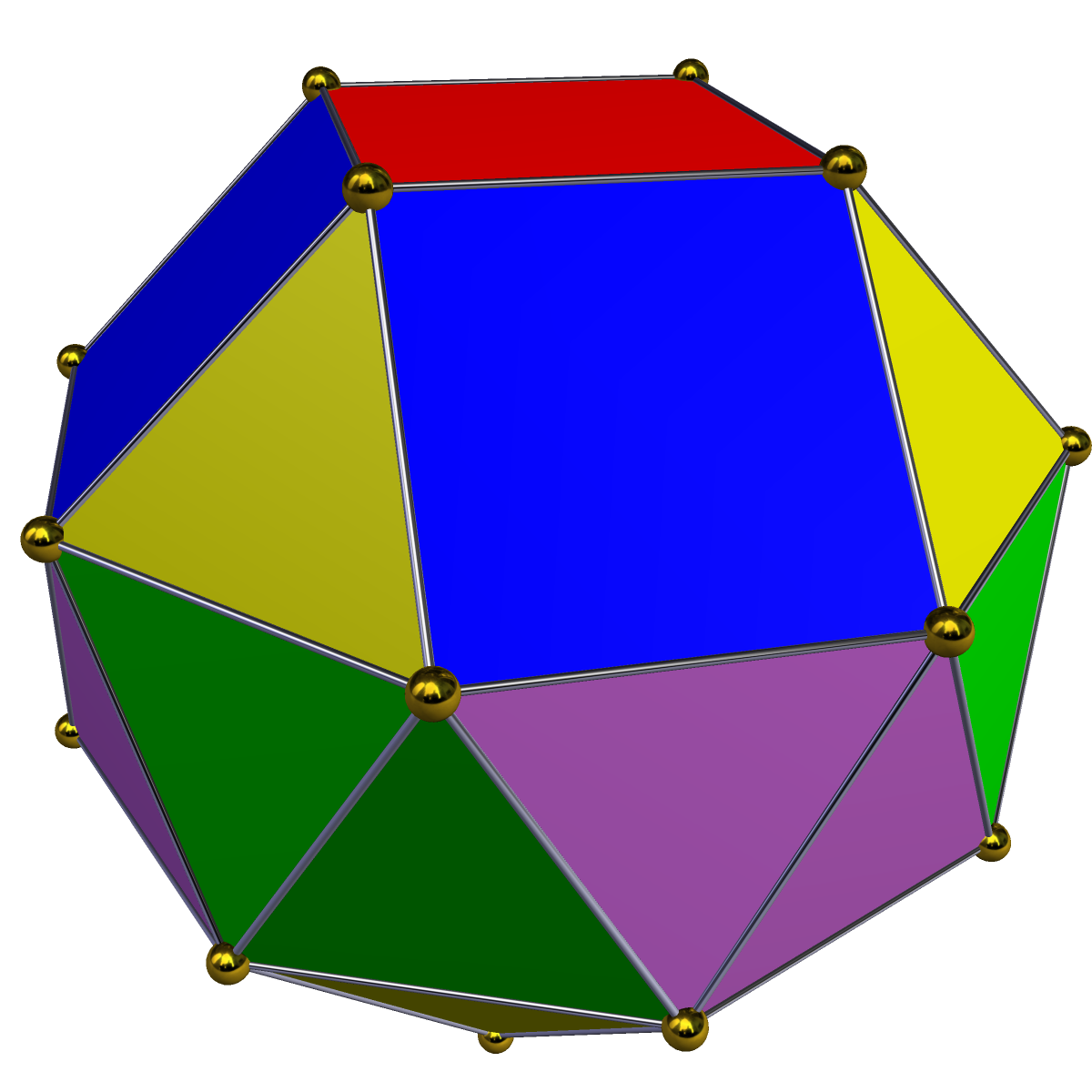
«Левый» вариант

Кроме того, среди многогранников Джонсона это единственный с группой симметрии D4.

## Метрические характеристики
Если cкрученно удлинённый четырёхскатный бикупол имеет ребро длины {\displaystyle a}, его площадь поверхности и объём выражаются как
{\displaystyle S=\left(10+6{\sqrt {3}}\right)a^{2}\approx 20{,}3923048a^{2},}
{\displaystyle V={\frac {2}{3}}\left(3+{\sqrt {2}}\left(2+{\sqrt {2+{\sqrt {2}}+{\sqrt {146+103{\sqrt {2}}}}}}\;\right)\right)a^{3}\approx 8{,}1535748a^{3}.}